# Вьюга (ракетный комплекс)
РПК-2 «Вьюга» (Индекс ГРАУ 81Р, по классификации НАТО SS-N-15 Starfish) — советский противолодочный ракетный комплекс. Находился на вооружении многоцелевых АПЛ ВМФ СССР и ВМФ России.
Ракета комплекса оснащалась инерциальной системой наведения, систем самонаведения на цель или внешнего телеуправления не предусматривалось. Поражение цели обеспечивалось за счет большого радиуса поражения ядерной боевой части.

## История
Постановлением Совета Министров СССР от 13 октября 1960 года началась разработка первого советского комплекса типа «ПЛ—воздух—ПЛ» в особом конструкторском бюро № 9 (ОКБ-9) завода № 9 под руководством Фёдора Фёдоровича Петрова.
Планировалось создание ракет калибром 533 мм («Вьюга-53») и 650 мм («Вьюга-65»).
С февраля 1965 года по май 1967 года был произведен 21 пуск ракет калибра 533 мм. Государственные испытания ракет проводились с 16 мая по 25 июля 1968 года.
Для проведения испытаний ракеты калибра 650 мм первоначально на заводе № 444 был переоборудован погружающийся стенд ПСД-4, с которого было выполнено четыре запуска 650 мм ракет «Вьюга».

## Оснащаемые проекты
- Подводные лодки проекта 705
- Подводные лодки проекта 671В «Ёрш» — три корабля
- Подводные лодки проекта 671РТ «Сёмга»
- Подводные лодки проекта 671РТМ(К) «Щука»
- Подводные лодки проекта 971 «Щука-Б»
- Подводная лодка проекта 661